# Arctia posticosoffusa
Arctia posticosoffusa là một loài bướm đêm thuộc phân họ Arctiinae, họ Erebidae.